# Die Macher
Die Macher (Eigenschreibweise: DIE MACHER) ist ein österreichisches Wirtschaftsmagazin mit Schwerpunktsetzung auf Oberösterreich, den nördlichen Zentralraum Wien, Niederösterreich und Salzburg. Das Magazin erscheint vierteljährlich sowohl als Printausgabe als auch online. Chefredakteurin ist Susanna Winkelhofer.

## Inhalt
Die Zeitschrift fokussiert sich auf den österreichischen Wirtschaftsraum und sein Wachstum. Dabei wird aber nicht ausschließlich auf Zahlen, Daten und Fakten, sondern vor allem auf die Geschichten dahinter gesetzt. Persönlichkeiten, Innovationen und die Vermittlung von Werten und Wissen stehen im Vordergrund.
Die Macher ist das auflagenstärkste österreichische Wirtschaftsmagazin im oberösterreichischen Handel. Inhaltlich bietet es eine Mischung aus Wirtschafts- und Lifestylethemen. Mit einem redaktionellen Anteil von mindestens 70 % an recherchierten Inhalten über Persönlichkeiten und Unternehmen, werden Frauen und Männer mit einem wirtschaftlichen Grundinteresse gleichermaßen angesprochen. Die Macher ist kein Fachmagazin, sondern ein populärer Wirtschafts-Lifestyle-Titel.

## Geschichte
Die Zeitschrift wurde 2012 von Alexandra Auböck, David Böhm und Susanna Winkelhofer gegründet. Ausschlaggebender Grund dafür war es unter anderem, eine Präsentationsplattform für Gründer und Start-ups zu schaffen.

## Auflage und Reichweite
Die Macher erscheint viermal pro Jahr und hat eine Auflage von mindestens 40.000 Stück pro Ausgabe, damit ist es das auflagenstärkste Magazin Oberösterreichs. Durch eine Zielgruppenversendung und Abos soll es Meinungsbildner und Führungskräfte des Landes erreichen. Es ist oberösterreichweit im Handel erhältlich und liegt in Filialen in Österreich auf.